# Yasemin Gökpinar
Dr. Yasemin Gökpinar (ur. 1981) – arabistka, islamistka i muzykolog.

## Życiorys
Yasemin Gökpinar jest arabistką, islamistką i muzykolożką. Jej badania skupiają się na teorii i kulturze muzyki arabskiej, tłumaczeniach grecko-arabskich oraz kulturze rękopisów.
Od 2013 do 2014 roku pracowała jako asystentka naukowa (niem. wissenschaftlicher Mitarbeiter) przy projekcie "Glossarium Graeco-Arabicum" (Grecko-arabska baza leksykalna) na Uniwersytecie Ruhry w Bochum. Od 2015 do 2018 roku pracowała w Uniwersytecie Frankfurckim. Od 2018 roku pracuje przy projekcie "Ancient Music Beyond Hellenisation" w Austriackiej Akademii Nauk.
Swój doktorat obroniła w Bochum w 2016 roku na podstawie pracy pt. „Dworska praktyka muzyczna w kulturze arabsko-islamskiej średniowiecza od okresu Abbasydów do mameluków” (niem. Höfische Musikpraxis in der arabisch-islamischen Kultur des Mittelalters von der Abbasidenzeit bis zu den Mamluken).
Od 2018 roku pracuje jako asystent wykonawczy Uniwersytet Ruhry w Bochum przy seminariach studiów orientalnych i islamskich. Jednocześnie  Gökpinar pracuje w Austriackiej Akademii Nauk.

## Publikacje

### Książki
- 2019: Höfische Musikkultur im klassischen Islam, wydana 9 grudnia 2019[3] (ISBN 978-90-04-41764-9)
- 2021: Der ṭarab der Sängersklavinnen, wydana 26 listopada 2021[4] (ISBN 978-3-95650-819-6)